# ASC Jeanne d'Arc
ASC Jeanne d'Arc is een Senegalese voetbalclub uit de hoofdstad Dakar.

## Erelijst
Landskampioen
1960, 1969, 1973, 1985, 1986, 1988, 1999, 2001, 2002, 2003
Beker van Senegal
Winnaar: 1962, 1969, 1974, 1980, 1984, 1987
Senegal Assemblée Nationale Cup
1986, 1989, 2001
CAF Cup
Finalist: 1998
Beker van Frans-West-Afrika
1951, 1952

## Bekende spelers
- Issa N'Doye
- Roger Mendy
- Kalidou Cissokho
- Baba Diawara (2006-2007)
- Abdoulaye Diagne-Faye
- Bilal Sidibé
- Pape Samba Ba
- Narcisse Yameogo
- Oumar Dieng
- Dame N'Doye (2003-2006)